# Jan Holenda
Jan Holenda (Praga, 22 agosto 1985) è un ex calciatore ceco, di ruolo attaccante.